# Medaile Za udatnou práci za Velké vlastenecké války 1941–1945
Medaile Za udatnou práci za Velké vlastenecké války 1941–1945 (rusky Медаль «За доблестный труд в Великой Отечественной войне 1941—1945 гг.») bylo státní vyznamenání Sovětského svazu založené roku 1945. Udílena byla za udatnou a obětavou práci, která napomohla vítězství Sovětského svazu nad Německem ve Velké vlastenecké válce.

## Historie
Medaile byla založena dekretem prezidia Nejvyššího sovětu SSSR dne 6. června 1945. Autory vzhledu medaile jsou umělci I. K. Andrianov a E. M. Romanov.
K 1. lednu 1987 byla tato medaile udělena přibližně 16 100 000 lidem.

## Pravidla udílení

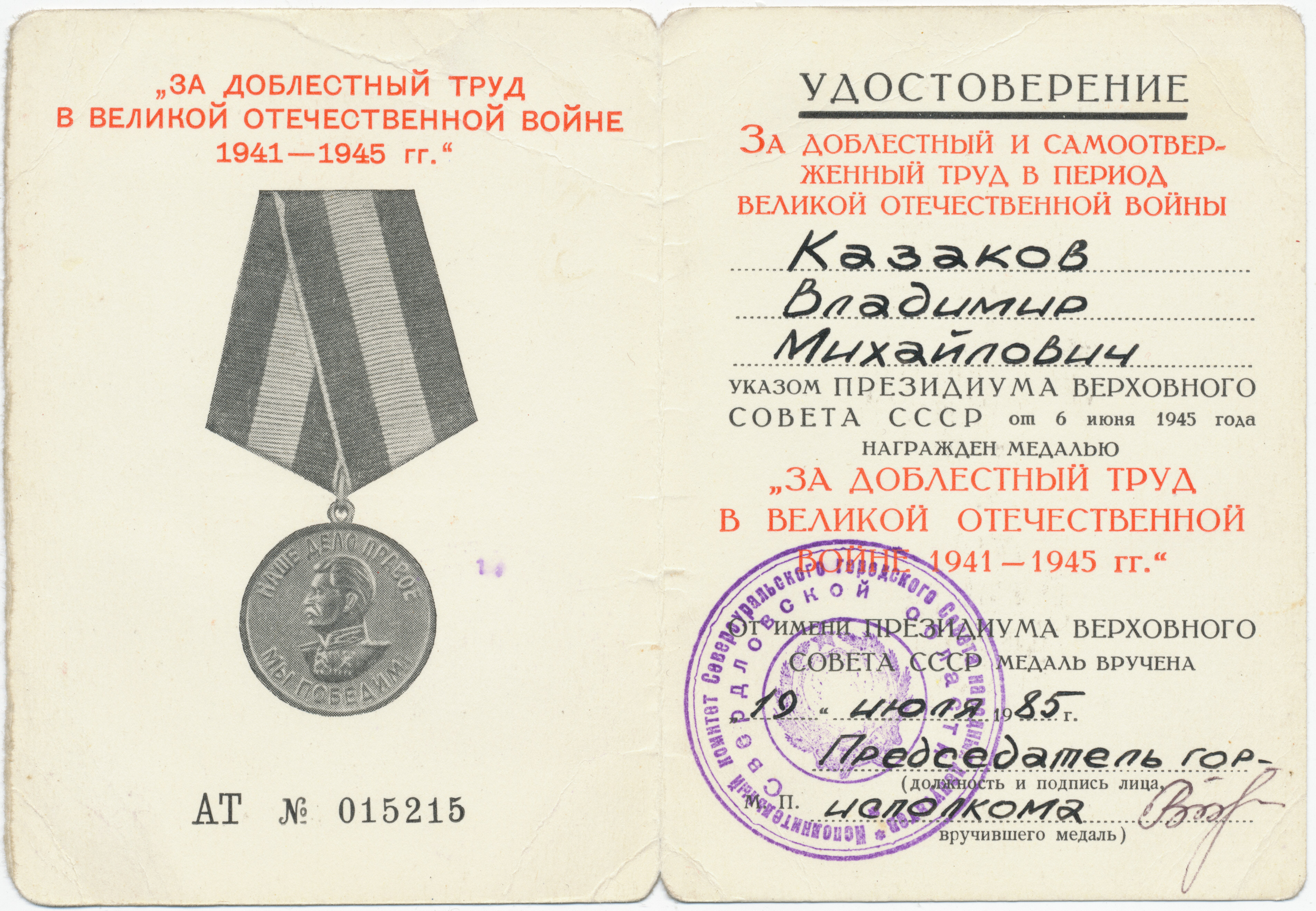
Osvědčení o udělení medaile

Medaile byla udílena dělníkům, strojníkům i technickému personálu a dalším zaměstnancům průmyslu a dopravy, zemědělcům, pracovníkům ve vědě, technice, umění a literatuře a pracovníkům sovětských, stranických, odborových a dalších veřejných organizací, kteří svou udatnou a obětavou prací zajistili vítězství Sovětského svazu nad Německem ve Velké vlastenecké válce. V souladu s předpisy o udílení tohoto vyznamenání, schválené prezidiem Nejvyššího sovětu Sovětského svazu dne 21. srpna 1945, byla tato medaile udílena osobám, které pracovaly v podnicích, institucích, v dopravě či v zemědělství po dobu nejméně jednoho roku od června 1941 do května 1945.
Zdravotně postiženým, kteří se vrátili během války do výroby, mladým dělníkům jež byli absolventy odborných učilišť a FZO, osobám propuštěným z práce kvůli zdravotnímu stavu a ženám propuštěným z práce kvůli rodičovství byla tato medaile udělena za podmínky, že výše uvedené osoby pracovaly ve stanoveném období nejméně šest měsíců.
Dělníkům z výroby, kteří se během války vrátili do práce z důchodu byla tato medaile udílena i v případě, že pracovali kratší dobu než šest měsíců. Udělení vyznamenání kolchozníkům bylo možné za podmínky, že překročili minimální pracovní dny stanovené v kolchozu a dodržovali pracovní disciplínu kolchozu.
Medaile se nosí nalevo na hrudi. V přítomnosti dalších sovětských medailí se nosí za medailí Za osvobození Prahy.

## Popis medaile

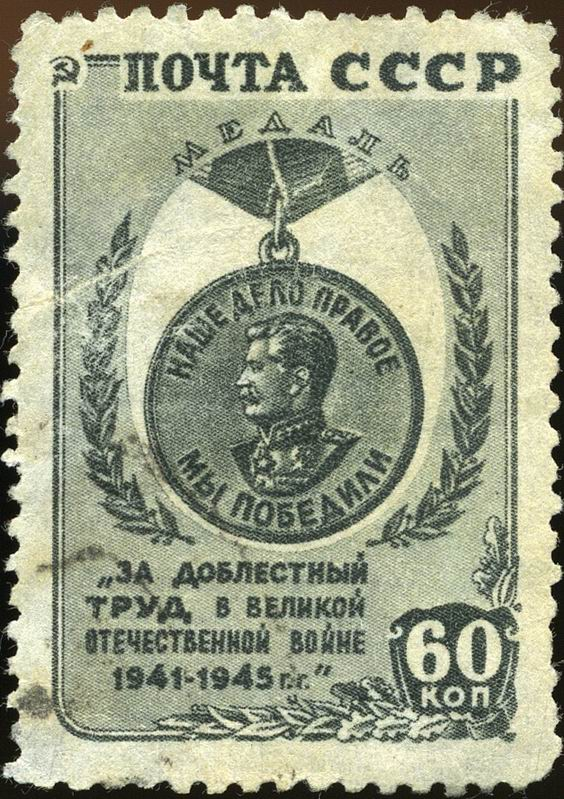
Sovětská poštovní známka s vyobrazením medaile Za udatnou práci za velké vlastenecké války 1941–1945

Medaile kulatého tvaru o průměru 32 mm je vyrobena z mědi. Na přední straně je podobizna V. I. Stalina v maršálské uniformě. Při vnějším okraji je nápis v cyrilici НАШЕ ДЕЛО ПРАВОЕ v horní části a МЫ ПОБЕДИЛИ v dolní části. Na zadní straně je při vnějším okraji nápis ЗА ДОБЛЕСТНЫЙ ТРУД. Uprostřed pak nápis В ВЕЛИКОЙ ОТЕЧЕСТВЕННОЙ ВОЙНЕ 1941—1945 ГГ. Pod nápisem je pěticípá hvězda a nad nápisem symbol srpu a kladiva. Všechna písmena a motivy jsou konvexní.
Medaile je připojena pomocí jednoduchého kroužku ke kovové destičce ve tvaru pětiúhelníku potažené hedvábnou stuhou z moaré. Stuha je široká 24 mm. Sestává z prostředního pruhu zelené barvy širokého 7 mm, na nějž z obou stran navazují pruhy červené barvy a oba okraje jsou lemovány úzkými žlutými proužky.